# 中兴站 (凤城市)
中兴站位于辽宁省凤城市中兴村，为沈丹铁路（乙线）上的一个火车站。建于1943年。
距离沈阳站200公里，丹东站77公里，隶属沈阳铁路局管辖。现为四等站。